# Colisée Jean-Guy-Talbot
Le colisée Jean-Guy-Talbot, anciennement le colisée de Trois-Rivières (aussi surnommé le vieux Colisée), est un aréna construit en  1938 située à Trois-Rivières au Québec (Canada). Le bâtiment se trouve au cœur du parc de l'Exposition, un vaste complexe de sports et de divertissements.
Il compte 2 700 sièges et 800 places debout (3 500 places).
L'aréna Claude-Mongrain est relié au colisée par des couloirs. Le complexe intègre aussi la Bâtisse industrielle, lieu de nombreux salons et expositions tout au long de l'année.
Il constitue un précieux témoignage visible et caractériel de l'aspect bâti du patrimoine sportif trifluvien et québécois, de style « paquebot ».

## Historique

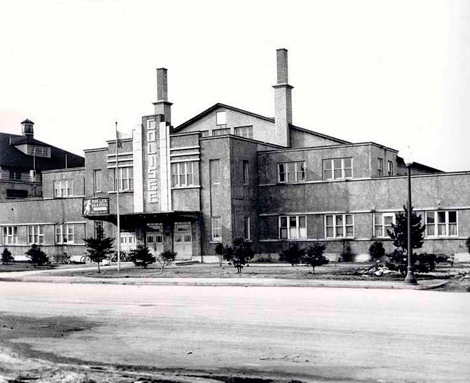
Colisée de Trois-Rivières en 1946.

Aussitôt la construction achevée en 1938, le colisée et les autres bâtiments du parc de l'Exposition sont réquisitionnés par l'armée canadienne et le site est employé comme camp militaire pendant toute la durée de la Deuxième Guerre mondiale (1939-1945). Le colisée sert alors de salle d'exercice et abrite également des bureaux administratifs.
À partir de 1946, le colisée redevient une propriété municipale. Durant quelques années, il sert principalement de piste intérieure de patinage à roulettes.
En 1951, un système de réfrigération permet à l'édifice de devenir l'aréna principale de Trois-Rivières.
Cette même année, le colisée est officiellement inauguré par le premier ministre du Québec et député de Trois-Rivières, Maurice Duplessis (1890-1959). À cette occasion, un match de hockey est disputé entre les Reds de Trois-Rivières et les Canadiens de Montréal.
Duplessis utilise également l'édifice comme amphithéâtre pour le lancement de sa campagne électorale en juin 1952. 
Depuis, le colisée accueille une multitude d'événements, d'assemblées, d'expositions et de manifestations sportives.
Le 26 novembre 2021, colisée a été renommé en l'honneur de Jean-Guy Talbot, joueur de hockey ayant participé à 17 saisons de la Ligue nationale de hockey, dont 13 avec les Canadiens de Montréal où ce dernier a remporté 7 fois la Coupe Stanley. Il est considéré comme l'un des grands défenseurs de son époque.

## Événements divers
- 1er juin 1956 : discours de Maurice Duplessis[6].
- Hiver 1999 : Jeux du Québec d'hiver[7].
- 18 novembre 2006 : gala de boxe avec David Cadieux et Patrice l'Heureux[8].
- Mars 2007 : championnats canadiens de curling senior[9].
- Février 2008 : championnat provincial masculin de curling[10].
- Avril 2008 : matchs préparatoires du championnat du monde de hockey sur glace 2008 de la France et de la Suisse (disputé à Québec et Halifax)[11].

## Annexes

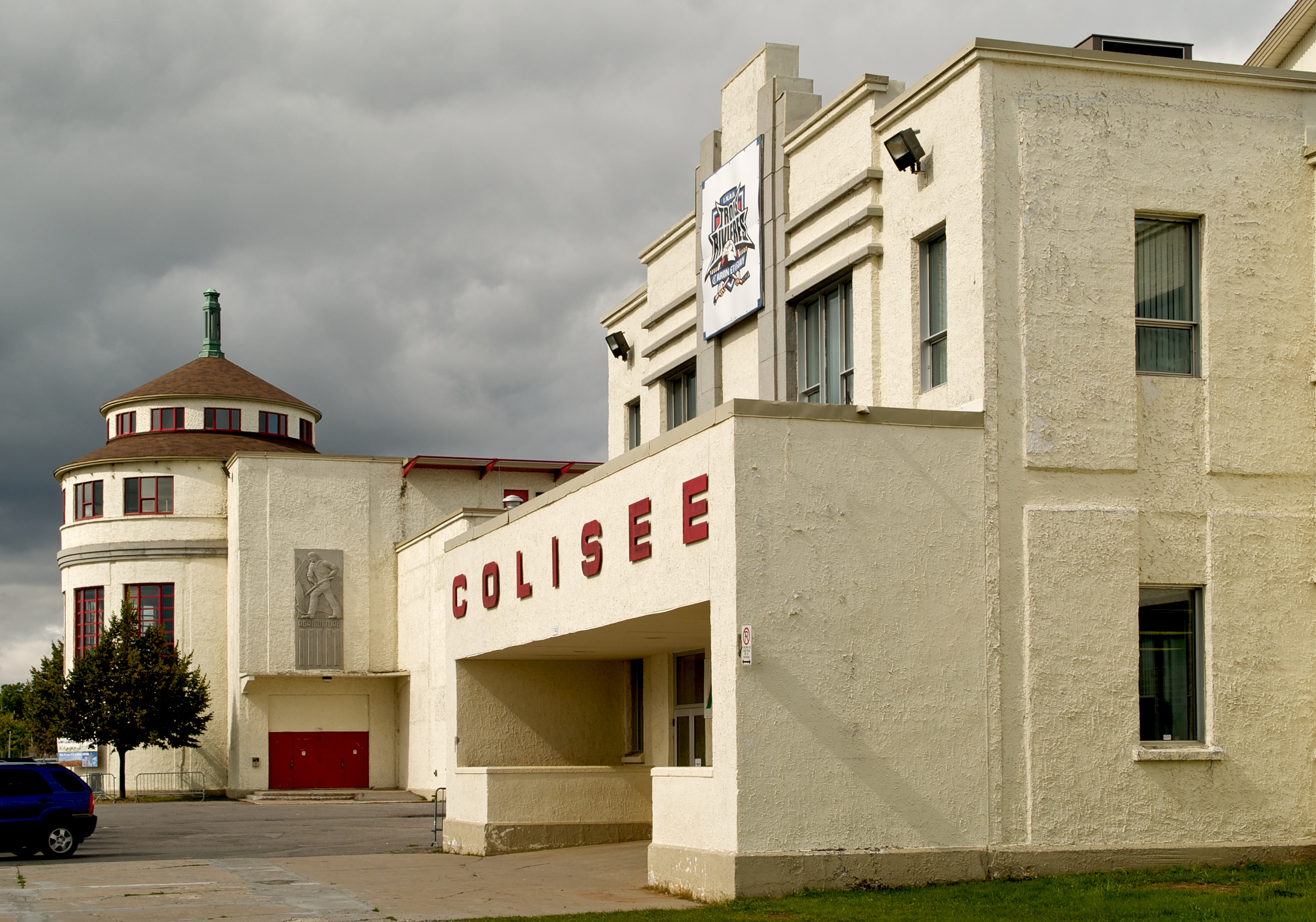
Le colisée (à droite) et la bâtisse industrielle (à gauche).
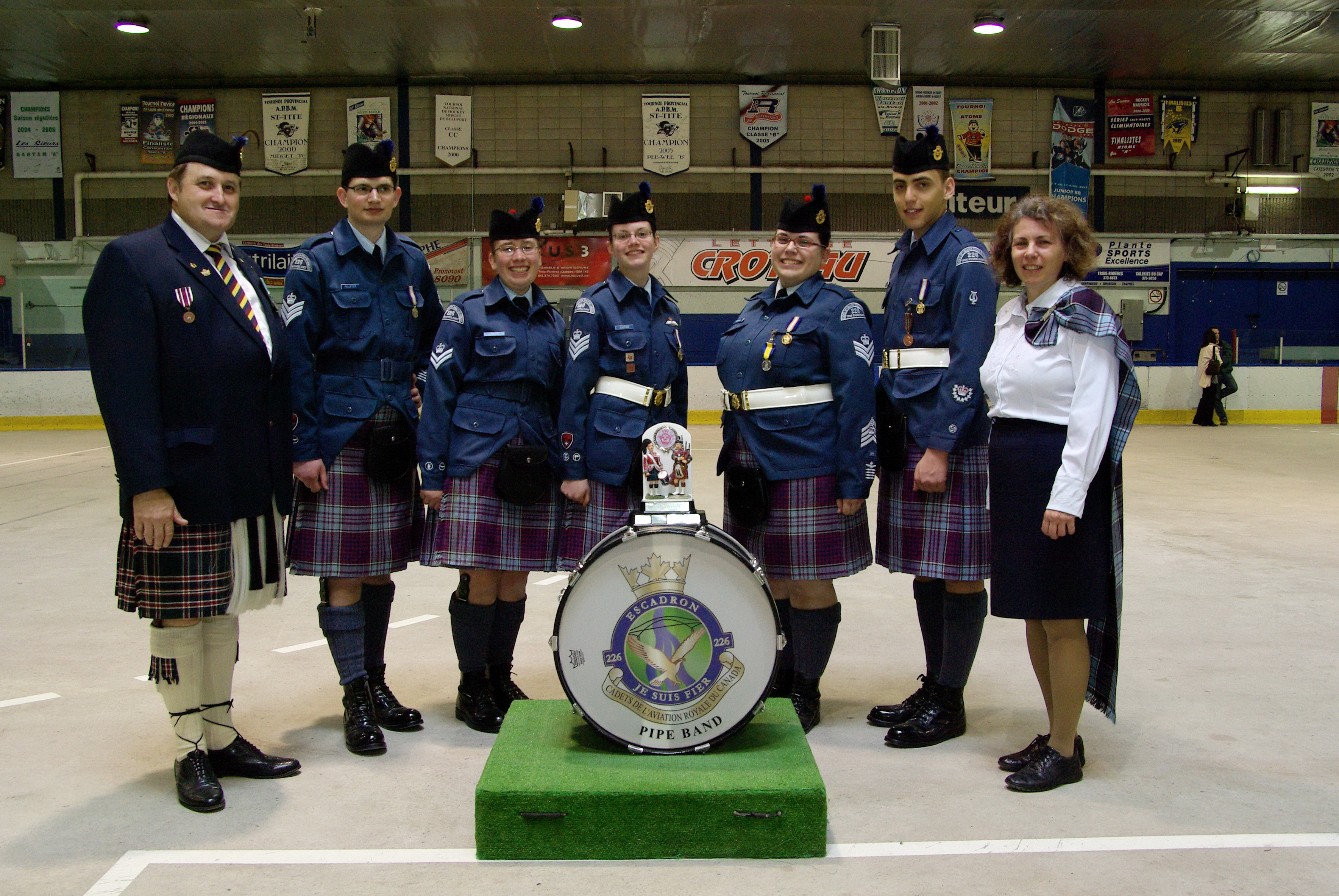
226 Pipeband lors de la revue annuelle 2008 au Colisée de Trois-Rivières.
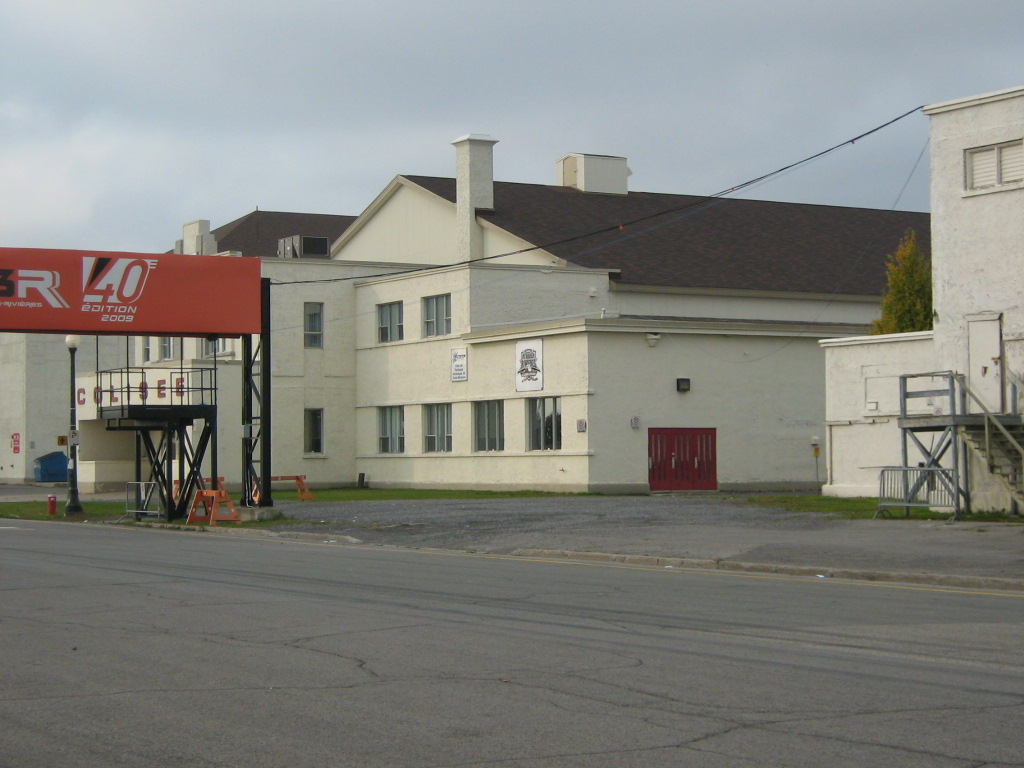
Colisée de Trois-Rivières en 2009.